# Jack Kenneth Hale
Jack Kenneth Hale (Carbon Glow, Kentuck, 3 de outubro de 1928 – Atlanta, 9 de dezembro de 2009) foi um matemático estadunidense, que trabalhou principalmente nas áreas de sistemas dinâmicos e equações diferenciais funcionais.
Jack Hale obteve um Ph.D. em 1954, com a tese "On the Asymptotic Behavior of the Solutions of Systems of Differential Equations" na Universidade de Purdue, orientado por Lamberto Cesari.

## Publicações selecionadas
Livros
- J.K. Hale; H. Koçak; H. Buttanri (1996). Dynamics and Bifurcations. Col: Texts in Applied Mathematics Corrected ed. [S.l.]: Springer-Verlag. ISBN 978-0387971414
- Hale J.K. Oscillations in Nonlinear Systems, McGraw-Hill, New York, 1963 (reprinted by Dover Publications, 1992) ISBN 978-0-486-80326-5.
- Hale J.K. Ordinary Differential Equations, John Wiley & Sons, Inc., New York, 1969 (reprinted by Dover Publications, 2009) ISBN 978-0486472119.
- Hale J.K. Functional Differential Equations, Springer, 1971, ISBN 978-0387900230.[2]
- Chow S.-N., Hale J.K. Methods of bifurcation theory, Springer, New York, 1982, ISBN 978-1461381617.[3]
- Hale J.K. Asymptotic behavior of dissipative systems, volume 25, Mathematical Surveys and Monographs, American Mathematical Society, 1988, ISBN 978-0821815274.[4]
- Hale J.K., S.M. Verduyn Lunel Introduction to Functional Differential Equations, volume 99, series Applied Mathematical Sciences, Springer, 1993, ISBN 978-0387940762.

Artigos
- Hale J.K., LaSalle J.P. (1963). «Differential Equations: Linearity vs. Nonlinearity» (PDF). SIAM Review. 5 (3): 249–272. doi:10.1137/1005068
- Hale J.K. «Dynamical Systems and Stability». Journal of Mathematical Analysis and Applications. 26 (1): 1969. doi:10.1016/0022-247X(69)90175-9
- Hale, J.K. "Linear Functional-Differential Equations with Constant Coefficients", RIAS Technical Report, 1963.